# Station Bielsko-Biała Główna
Bielsko-Biała Główna is een spoorwegstation in de Poolse plaats Bielsko-Biała.